# Buick Envista
Buick Envista — компактный кроссовер, выпускаемый компанией Buick с 2022 года.

## Описание
Buick Envista дебютировал в августе 2022 года в Китае, затем в апреле 2023 года автомобиль был представлен в США. Модель выпускается в Южной Корее и в Китае.
В Китае Envista оснащается 1,5-литровым турбированным четырёхцилиндровым бензиновым двигателем LYX мощностью 135 кВт (181 л. с.) и крутящим моментом 220 Н·м, который сочетается в паре с бесступенчатой трансмиссией. А в Северной Америке автомобиль оснащается 1,2-литровым трёхцилиндровым бензиновым двигателем LIH мощностью 101 кВт (136 л. с.) и крутящим моментом 220 Н·м, который сочетается в паре с шестиступенчатой автоматической трансмиссией.
Envista выпускается в комплектациях Preferred, Sport Touring (ST) и Avenir. Привод — передний.

## Галерея
- Вид сзади
- Интерьер